# Mikhail Ilyich Kazakov
Mikhail Ilyich Kazakov (tiếng Nga: Михаил Ильич Казаков; 9 tháng 10 [lịch cũ 26 tháng 9] năm 1901 - 25 tháng 12 năm 1979) là một Đại tướng của Quân đội Liên Xô và là Anh hùng Liên Xô.
Xuất thân từ một người lính bình thường trong giai đoạn cuối của Nội chiến Nga, Kazakov trở thành chính ủy trong những năm 1920 nhưng chuyển sang các vị trí chỉ huy và tham mưu từ giữa những năm 1920. Ông trở thành tham mưu trưởng Quân khu Trung Á vào thời điểm Chiến dịch Barbarossa bắt đầu, và các năm 1942 và 1943, ông giữ chức tham mưu trưởng và phó chỉ huy mặt trận, đồng thời giữ chức tư lệnh Tập đoàn quân 69 trong Trận chiến Kharkov lần thứ ba. Kazakov chỉ huy Tập đoàn quân cận vệ 10 từ đầu năm 1944 khi nó tiến vào các nước Baltic và phong tỏa Cái túi Courland. Sau chiến tranh, ông trở thành chỉ huy của Cụm binh đoàn phía Nam và Quân khu Leningrad, kết thúc sự nghiệp của mình với chức vụ Phó tổng tham mưu trưởng thứ nhất.

## Thiếu thời và Nội chiến Nga
Kazakov sinh ngày 9 tháng 10 năm 1901, trong một gia đình nông dân người Nga ở làng Velikusha, Thủ phủ Vologda. Ông hoàn thành chương trình tiểu học và sau Cách mạng Tháng Mười năm 1917, trở thành thành viên của ủy ban cách mạng địa phương và là chiến sĩ trong đội lương thực. Gia nhập Hồng quân tháng 7 năm 1920 và chiến đấu trong Nội chiến Nga, Kazakov được điều tới Trung đoàn Dự bị số 3 ở Arkhangelsk, và một tháng sau đó trở thành thư ký của chính ủy trung đoàn. Ông chiến đấu ở Mặt trận phía Nam từ tháng 8 năm 1920 với tư cách là nhân viên tại văn phòng chính ủy Lữ đoàn 136 thuộc Sư đoàn súng trường 46, sau đó là quân nhân của Trung đoàn súng trường 407. Kazakov đã tham gia các trận đánh chống lại quân Bạch vệ Wrangel ở đầu cầu Nikopol, Chiến dịch Perekop – Chongar vào tháng 11 và tiêu diệt các lực lượng chống Liên Xô ở Krym vào tháng 12.

## Thời kỳ giữa cuộc chiến
Sau khi chiến tranh kết thúc, Kazakov là sĩ quan chính trị ở Sư đoàn súng trường Krym số 46 và 3, giữ chức chính trị viên đại đội trong Trung đoàn súng trường 21 từ tháng 7 năm 1921. Tháng 1 năm 1922, ông trở thành trợ lý chính ủy trung đoàn, sau đó trở thành chính ủy Trung đoàn súng trường 19 vào tháng 3. Kazakov sau đó trở thành người tổ chức đảng ở Trung đoàn 7 trước khi chuyển sang Sư đoàn kỵ binh Cossack Đỏ số 2 vào tháng 6 năm 1924 để trở thành chính ủy của Trung đoàn kỵ binh số 8. Sau đó, ông trở thành giảng viên và tuyên truyền viên của ban chính trị sư đoàn trước khi chuyển sang vai trò chỉ huy như trợ lý trung đoàn trưởng.

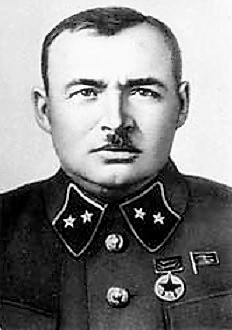
Thiếu tướng Kazakov năm 1940

Kazakov tốt nghiệp Khóa học nâng cao sĩ quan kỵ binh Novocherkassk (KUKS) vào năm 1927 và Học viện quân sự Frunze năm 1931. Sau khi tốt nghiệp, ông được giữ lại làm phó trưởng phòng quản lý và cung ứng của Học viện Frunze tháng 5 năm 1931. Ông chuyển sang Quân đoàn kỵ binh 2, đóng tại Quân khu Kiev, giữ chức vụ Trưởng ban 1 của Bộ tham mưu vào tháng 6 năm 1933, và trở thành chỉ huy kiêm chính ủy Trung đoàn kỵ binh 29 thuộc Sư đoàn kỵ binh 5 vào tháng 3 năm 1936. Sau khi được thăng cấp đại tá trong cùng năm, Kazakov được cử đi học tại Học viện Bộ Tổng tham mưu, được bổ nhiệm làm Phó Tham mưu trưởng Quân khu Trung Á sau khi tốt nghiệp vào tháng 7 năm 1937. Kazakov kế nhiệm vị trí tham mưu trưởng quân khu vào tháng 4 năm 1938, được thăng cấp Lữ đoàn trưởng (kombrig) vào ngày 15 tháng 7 năm đó và Sư đoàn trưởng (komdiv) vào ngày 31 tháng 12 năm 1939. Ngày 4 tháng 6 năm 1940, ông được đồng hóa sang quân hàm Thiếu tướng.

## Chiến tranh Vệ quốc vĩ đại
Sau khi Chiến dịch Barbarossa nổ ra, Kazakov trở thành tham mưu trưởng của Tập đoàn quân độc lập 53, được thành lập từ Quân khu Trung Á cho cuộc xâm lược Iran của Anh-Xô. Trong thời gian tập đoàn quân đóng tại Iran, ông giữ chức quyền chỉ huy vào cuối tháng 10. Sau khi sở chỉ huy tập đoàn quân bị giải tán, Kazakov yêu cầu được cử ra mặt trận và vào tháng 1 năm 1942, ông trở thành tham mưu trưởng Phương diện quân Bryansk. Ông được chuyển đến phục vụ cùng vị trí tại Phương diện quân Voronezh vào ngày 20 tháng 7. Tại đây, Kazakov tham gia tổ chức huấn luyện và lập kế hoạch cho Chiến dịch Ostrogozhsk-Rossosh và Chiến dịch Voronezh-Kastornoye.
Được thăng cấp Trung tướng vào tháng 1 năm 1943, Kazakov chỉ huy Tập đoàn quân 69 vào tháng 2 và tháng 3 năm 1943. Sau Trận chiến Kharkov lần thứ ba, ông trở thành trợ lý chỉ huy lực lượng của Phương diện quân Dự bị, cuối cùng đã trở thành Phương diện quân Thảo Nguyên vào tháng 4. Tháng 7, ông chuyển sang làm phó chỉ huy Phương diện quân Bryansk (sau đổi tên thành Phương diện quân Pribaltic vào ngày 10 tháng 10, rồi Phương diện quân Pribaltic 2 mười ngày sau đó). Kazakov được trao quyền chỉ huy Tập đoàn quân cận vệ 10 của phương diện quân vào ngày 20 tháng 1 năm 1944 và lãnh đạo đơn vị này trong suốt phần còn lại của cuộc chiến trong Cuộc tấn công Riga và cuộc phong tỏa Cái túi Courland. Ông được thăng cấp Thượng tướng vào tháng 9. Vì "khả năng lãnh đạo tài tình và lòng dũng cảm cá nhân" được thể hiện trong chiến tranh, Kazakov được phong danh hiệu Anh hùng Liên Xô vào tháng 2 năm 1978.

## Sau chiến tranh
Sau khi chiến tranh kết thúc, Kazakov chỉ huy tập đoàn quân cho đến tháng 8 năm 1946, và tham gia Cuộc diễu binh Chiến thắng Moskva 1945. Ông được điều động về giữ chức Phó tư lệnh Quân khu Zakavkaz vào tháng 8 năm 1946 và giữ chức vụ tham mưu trưởng vào tháng 2 năm 1947. Bị cách chức vì "thái độ không chính xác đối với các vấn đề hình thành quốc gia" trong quân khu, Kazakov được bổ nhiệm làm trợ lý chỉ huy các lực lượng của Quân khu Nam Ural. Ông được bổ nhiệm làm tham mưu trưởng Quân khu Odessa vào tháng 11 năm 1950 và chỉ huy trưởng Quân khu Ural vào tháng 5 năm 1953. Được thăng quân hàm Đại tướng vào tháng 8 năm 1955, Kazakov được bổ nhiệm làm Phó Tổng tư lệnh Lực lượng Mặt đất tham gia huấn luyện chiến đấu vào tháng 1 năm 1956. Sự thăng tiến của ông tiếp tục lên các chức vụ cao cấp và ông chỉ huy Cụm binh đoàn phía Nam tại Hungary từ tháng 12 năm đó và sau đó là Quân khu Leningrad từ tháng 10 năm 1960. Kazakov được bổ nhiệm làm Tổng Tham mưu trưởng Các Lực lượng Vũ trang Thống nhất của Tổ chức Hiệp ước Warszawa và đồng thời là Phó Tổng Tham mưu trưởng thứ nhất vào tháng 11 năm 1965.
Tháng 8 năm 1968, ông được nghỉ hưu với tư cách là thanh tra-cố vấn của Đoàn Tổng Thanh tra. Kazakov qua đời tại Moskva vào ngày 25 tháng 12 năm 1979 và được chôn cất tại Nghĩa trang Novodevichy.

## Giải thưởng và danh hiệu
Kazakov được trao tặng các huân chương sau:
- Anh hùng Liên Xô
- Huân chương Lenin (3)
- Huân chương Cách mạng Tháng Mười
- Huân chương Cờ đỏ (4)
- Huân chương Suvorov, hạng 1 và hạng 2
- Huân chương Kutuzov, hạng 1
- Huân chương Sao đỏ (2)

## Lược sử quân hàm
- Thiếu tá (13.12.1935).
- Đại tá (13.07.1937)[3].
- Lữ đoàn trưởng (kombrig; 15.07.1938)
- Sư đoàn trưởng (komdiv; 31.12.1939)
- Thiếu tướng (4.06.1940).
- Trung tướng (19.01.1943).
- Thượng tướng (13.09.1944).
- Đại tướng (8.08.1955).

### Trích dẫn
1. 1 2  Bulkin 2018, tr. 8–9.
2. 1 2 3 4 5 6 7  "Казаков Михаил Ильич" [Kazakov, Mikhail Ilyich] (bằng tiếng Nga). Ministry of Defense of the Russian Federation. Truy cập ngày 21 tháng 5 năm 2020.
3. ↑  Сайт Министерства обороны СССР.